# Massage

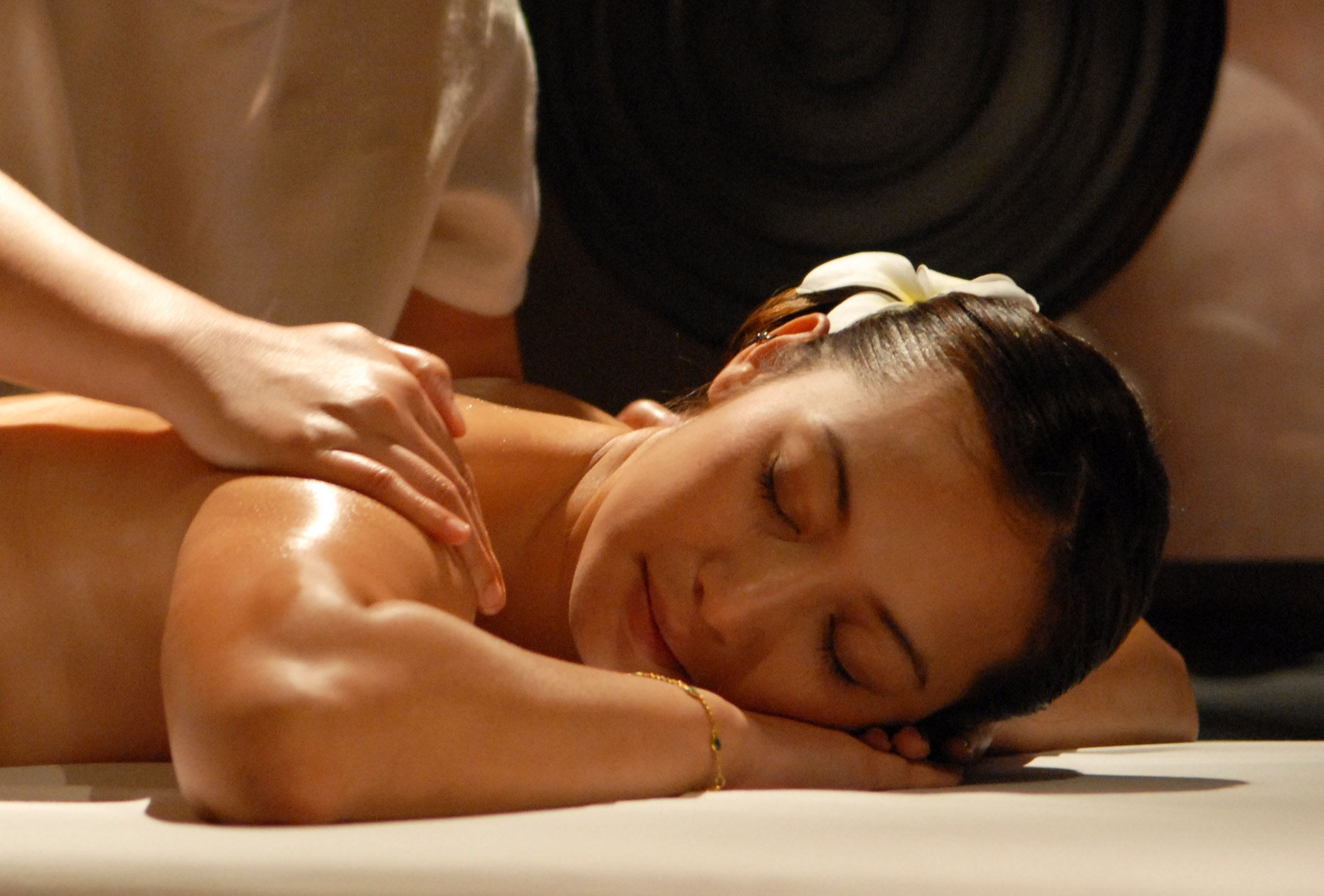
Entspannungsmassage für den Schulterbereich mit Griffen der klassischen Massage

Die Massage [maˈsaːʒə] (von französisch masser ‚massieren‘) bezeichnet verschiedene manuelle oder apparative Verfahren, welche in den verschiedenen Gewebsschichten, etwa von Haut, Bindegewebe und Muskulatur, durch Dehnungs-, Zug- und Druckreiz ausgeübt werden. Die Wirkung der Massage erstreckt sich von der behandelten Stelle des Körpers über den gesamten Organismus und schließt auch die Psyche ein.

## Geschichte
Das Wort Massage ist in der Zeit zwischen 1755 und 1771 entstanden und ist etymologisch aus Ausdrücken aus arabisch مس mas ‚berühren, betasten‘ bzw. massa ‚Betasten‘, oder aus griechisch μάσσειν ‚kneten; drücken; streichen; wischen‘, und wohl auch verwandt mit dem altindischen Ausdruck mancatē ‚zermalmt‘.
Die Massage im weitesten Sinne ist eines der ältesten Heilmittel der Menschheit. Franz Kirchberg hat dies in seinem Buch so formuliert:

„Wie jeder Mensch instinktiv eine geschwollene und deshalb schmerzende oder gestoßene Stelle seines Körpers reibt oder drückt und so versucht, den durch die Spannung verursachten Schmerz zu mindern, so wird dieses instinktive Mittel wohl auch als Heilmittel zu allen Zeiten angewandt worden sein.“

### In der Antike
Die gezielte Anwendung von Massagen zur Heilung hat ihren Ursprung sehr wahrscheinlich im Osten Afrikas und in Asien (Ägypten, China, Persien). Die ersten Erwähnungen finden sich beim Chinesen Huáng Dì, der bereits 2600 v. Chr. Massagehandgriffe und gymnastische Übungen beschrieb. Es existieren auch frühe Nachweise in der indischen Gesundheitslehre und Heilkunst, dem Ayurveda, deren Techniken in Verbindung mit ätherischen Ölen und Kräutern eingesetzt worden sind. Zwischen dem 15. und 17. Jahrhundert wurde von indischen Mönchen – im Rahmen der von ihnen praktizierten Ringkämpfe – massierende Verfahren (udvartana bzw. mardanā) durchgeführt, vor allem um krankheitsverursachende doschas zu beseitigen. Über den griechischen Arzt Hippokrates (ca. 460–370 v. Chr.) und seine medizinische Schule gelangte die Massage letztendlich nach Europa. Hier spielte sie später eine essentielle Rolle bei der Rehabilitation der Gladiatoren im Römischen Reich. Hippokrates erkundete und vertiefte die Geheimnisse der Massage und schrieb seine Erkenntnisse und Empfehlungen zur Anwendung nieder. Der zweite bedeutende Arzt der Antike, der Grieche Galenos (129–199) schrieb zahlreiche Abhandlungen über die von ihm entworfenen Formen manualtherapeutischer Verfahren und bei welchen Erkrankungen diese anzuwenden seien. Trotz seines Einflusses, der bis weit in das Mittelalter reicht, verlor die Gesellschaft Europas in späteren Zeiten das Interesse an Massagen und anderen Präventions- und Therapiemaßnahmen.
Die wohl älteste bildliche Darstellung einer Massage stammt aus Butkara im heutigen West-Pakistan und entstand im zweiten Jahrhundert n. Chr.

### Im Mittelalter
Erst gegen Ende des Mittelalters, im 16. Jahrhundert, wurde die Massage durch den Arzt und Alchimisten Paracelsus (1493–1541) wieder Thema der europäischen Medizin. Aufgrund dessen Ansichten, welche sich insbesondere Lehren von Galen, beispielsweise gegen dessen Humoralpathologie, richteten, fanden die Therapiekonzepte nur wenig Widerhall unter seinen Zeitgenossen. Dem Franzosen Ambroise Paré (1510–1590) gelang es schließlich, die Massage in der damaligen Medizin, beispielsweise als Rehabilitationstherapie nach Operationen zu etablieren.

### Im 18. und im 19. Jahrhundert
Samuel Hahnemann (1755–1843) integrierte Massagen als Ergänzung seines Therapiekonzepts (Homöopathie). In dem mit „Massieren“ überschriebenen Paragraphen 290 des Organon der rationellen Heilkunde (1810) schrieb er beispielsweise, dass „das sogenannte Massieren durch eine kräftige, gutmütige Person, welche den chronisch krank Gewesenen, der zwar geheilt, aber noch in langsamer Erholung begriffen ist und noch an Abmagerung, Verdauungsschwäche und Schlafmangel leidet, die Muskeln der Gliedmaßen, der Brust und des Rückens ergreift, sie mäßig drückt und gleichsam knetet. Dadurch wird das Lebensprinzip angeregt, in seiner Gegenwirkung den Tonus der Muskeln und ihrer Blut- und Lymphgefäße wieder herzustellen.“

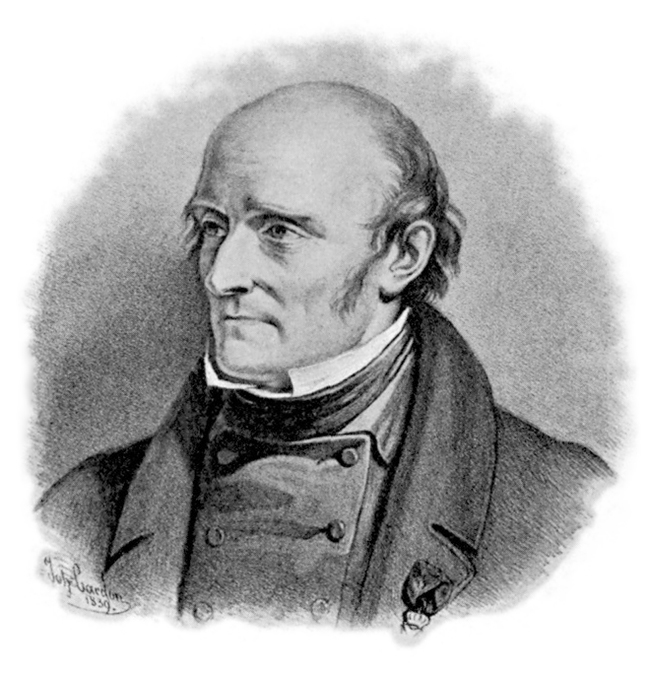
Pehr Henrik Ling

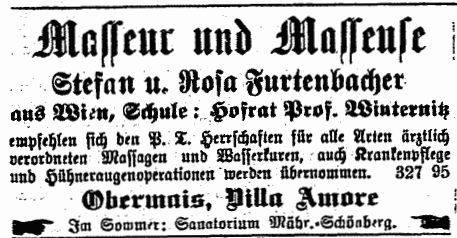
Werbeeinschaltung für Massagen in Meran-Obermais, Meraner Zeitung (1907)

Eine Weiterentwicklung stellten auch die Arbeiten von Pehr Henrik Ling (so genannte „Schwedische Epoche“) dar. Ling war zunächst als Gymnastik- und Fechtlehrer tätig und gründete später im Jahre 1813 das „Zentralinstitut für Heilgymnastik und Massage“ in Stockholm, wo er seine Auffassungen von Massage und Gymnastik lehrte. Die von ihm entwickelten Handgriffe wurden als „Reiben, Drücken, Walken, Hacken und Kneipen“ bezeichnet.
Durch die Arbeiten des Arztes Johann Georg Mezger (1838–1909) wurden in den Niederlanden Massage-Techniken zum Bestandteil der wissenschaftlichen Medizin.
Die schwedische Technik der Massage wurde von den Amerikanern übernommen und erst durch den Würzburger Orthopäden Albert Hoffa (1859–1907) Ende des 19. Jahrhunderts in Deutschland eingeführt. Hoffa setzte die Massage speziell für den Bewegungsapparat ein und kombinierte sie mit einer gelenkspezifischen Übungsbehandlung. Zudem setzte er sich dafür ein, dass seine Assistenzärzte „pathologische Produkte der Muskulatur palpieren und massieren“ erlernten.

### Im 20. Jahrhundert
In den Folgejahren wurden immer spezifischere Massagegriffe entwickelt, insbesondere auf Grundlage der von Henry Head erforschten Somatotopik Techniken der Reflexzonentherapie. Hierunter werden Behandlungstechniken verstanden, welche durch gezielte Reize an den jeweiligen Dermatomen / Myotomen / Sklerotomen die Beeinflussung innerer Organe anstreben. Zu diesen Therapieformen gehört u. a. die von Wolfgang Kohlrausch und Elisabeth Dicke entwickelte Bindegewebsmassage sowie die Periostmassage und die Colonmassage nach Paul Vogler. Von dem Dänen Emil Vodder und dessen Frau Estrid wurde die Methode der Lymphdrainage entwickelt.

### Gegenwart
Heutzutage gibt es in Europa in fast jedem Staat eine entsprechende Ausbildung, die den Schutz des Gesetzes genießt. In Deutschland können Verfahren der Massage von Ärzten, Masseuren und Physiotherapeuten auf Kosten der Krankenkassen ausgeführt werden.

## Allgemeine Grundlagen
Da sich die theoretischen Grundlagen der einzelnen Massagearten sehr stark unterscheiden und diese auf völlig unterschiedlichen Behandlungstheorien basieren, ist die Anzahl der teils nachgewiesenen Wirkungsweisen auf den Körper groß. Folgend sind einige der möglichen Wirkungsweisen genannt:
- Lokale Steigerung der Durchblutung
- Senkung von Blutdruck und Pulsfrequenz
- Entspannung der Muskulatur (bei Muskelverspannungen, auch als diagnostische Massage[10])
- Lösen von Verklebungen und Narben
- Verbesserte Wundheilung
- Schmerzlinderung
- Psychische Entspannung, Reduktion von Stress
- Verbesserung des Zellstoffwechsels im Gewebe

## Formen der Massage
Die verschiedenen Formen der Massage versuchen auf zwei unterschiedliche Arten eine Heilung oder Linderung beim Patienten zu erlangen. Die klassische Methode ist die Behandlung der Haut und der Muskulatur an der Stelle, die massiert wird.
Diese Methode ist weitestgehend durch die evidenzbasierte Medizin anerkannt und findet sich in den Lehrbüchern und Therapieleitfäden wieder.
Andere Massageformen basieren auf der durch die evidenzbasierte Medizin nicht bestätigten Annahme, dass über Reflexbögen, „Meridiane“ oder Beeinflussung des „Qi“ auch Leiden der Organe behandelt werden könnten. Dementsprechend werden nur wenige dieser Massagen von den Krankenkassen aus Kulanz übernommen. Die Idee ist, nicht die „kranke Stelle“ zu behandeln, sondern ein „entsprechendes Areal“, welches das kranke Organ repräsentieren soll. Um beiden Methoden einen einprägsamen Namen zu geben, wird hier von einer „direkten Massage“ und einer „esoterischen Massage“ gesprochen.

### Direkte Massage

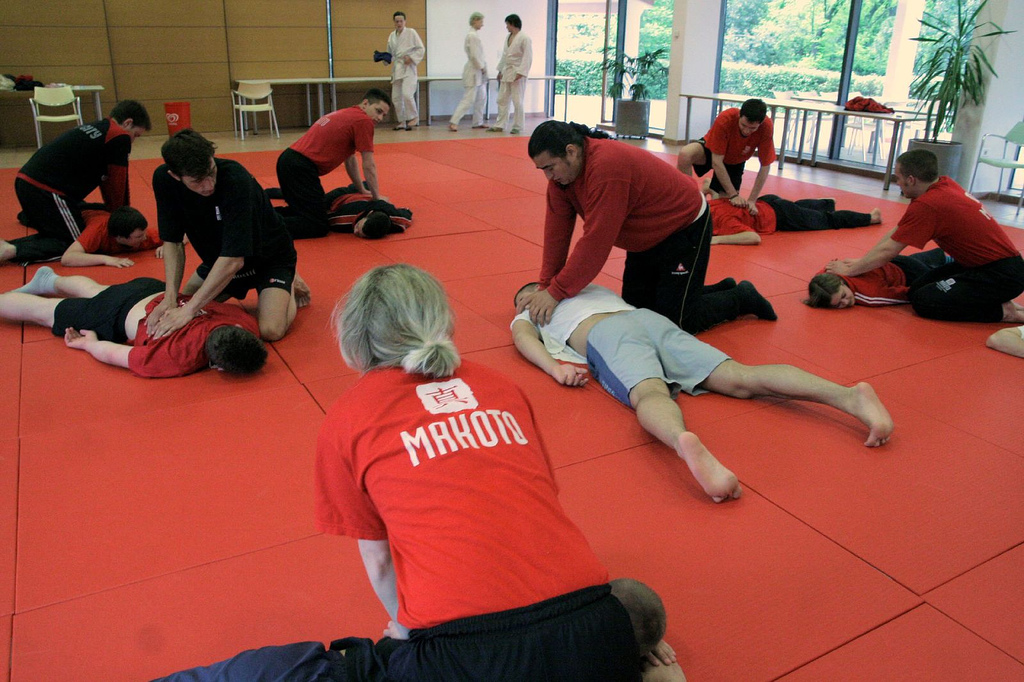
Aikido-Massage

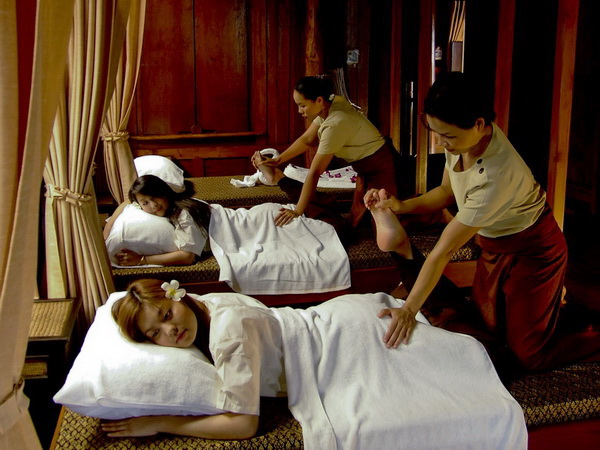
Thai-Massage

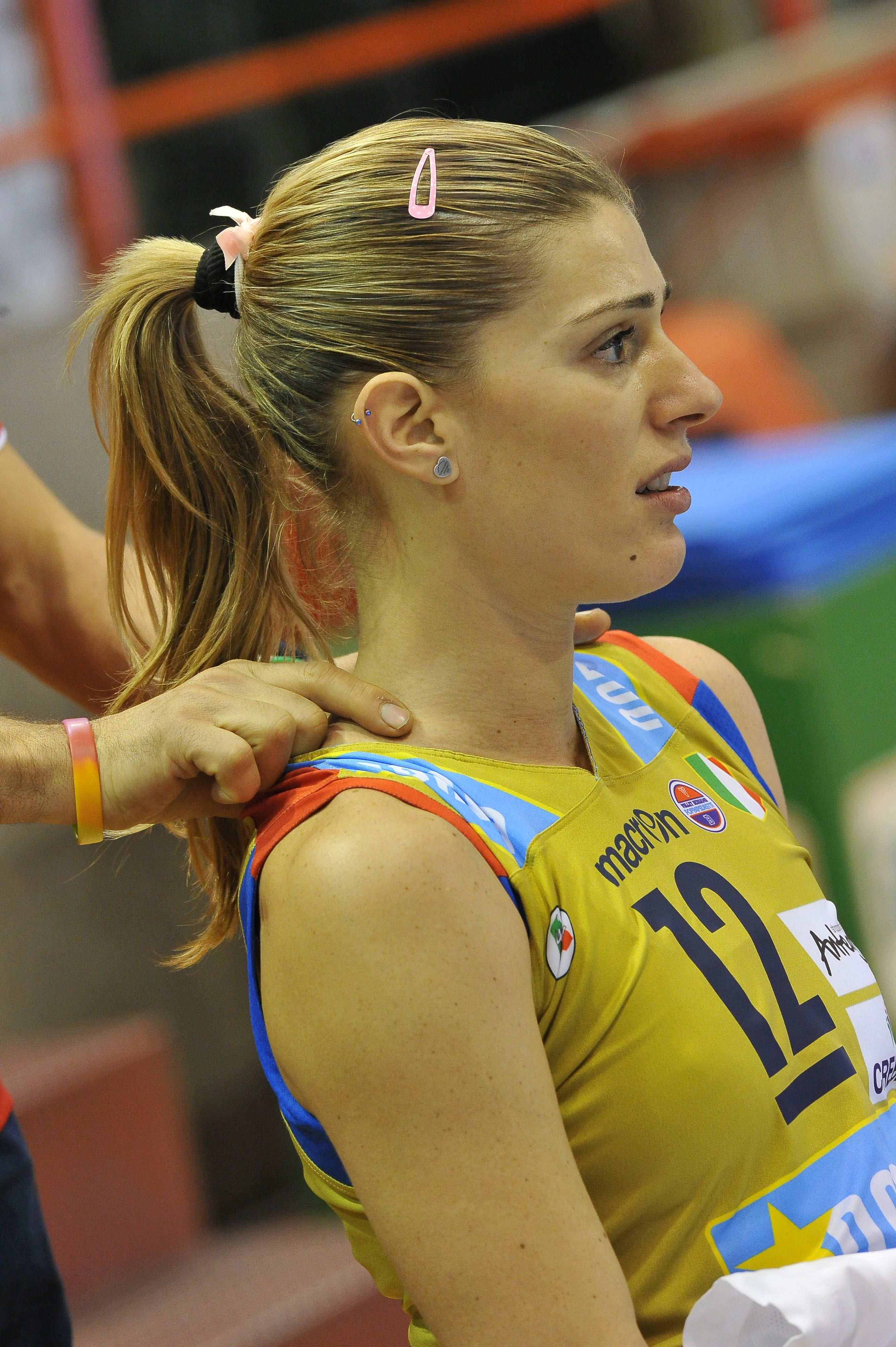
Sportmassage

- klassische Massage (schwedische Massage)
  - Ganz-/Teilkörpermassage
  - Sportmassage
  - Funktionsmassagen[11] und Weichteiltechniken
    - Manipulativmassage nach Dr. Terrier
    - Funktionsmassage (z. B. Kaltenborn/Evjenth-Konzepts)
- Abreibung
- Bürstenmassage
- Esalen-Massage
- Lomi Lomi Nui (Romi, Kahuna Bodywork, Ma Uri, Tempelmassage)
- Lymphdrainage
- Colonmassage
- Periostmassage
- Reflexzonenmassage (z. B. Fuß-, Handreflexzonenmassage/-therapie)
- Schröpfkopfmassage
- Bindegewebsmassage bzw. Segmentmassage
- Rhythmische Massage (nach Ita Wegman)
- Shiatsu
- Thai-Massage
- Unterwasserdruckstrahlmassage (in Schwimmbädern)

### Esoterische Massage
- Akupressur
- Akupunkt-Massage nach Penzel
- Ayurveda-Massage (Abhyanga)
- Ito-Thermie
- Klangmassage
- Kopfkraulermassage
- Lomi-Lomi-Massage
- Schlüsselzonenmassage (nach Marnitz)
- Thai-Massage
- Tuina
- Watsu
- Warmsteinmassage (Hot Stone Massage)

### Erotische Massagen
Die sensorische Wirkung wird auch für erotische Zwecke genutzt. Im Kamasutra werden verschiedene Massagearten zur Förderung der sexuellen Aktivität empfohlen, die auf traditionellen medizinischen Überlieferungen basieren; eine nach westlichen Methoden empirisch nachweisbare wissenschaftliche Grundlage für tatsächliche Wirkung gibt es nicht.
Formen erotischer Massagen sind:
- Tantra-Massage
- Tao-Massage
- Nuru-Massage
- Prostatamassage

## Klassische Massage
Die Grifftechnik der schwedischen Massage wird seit Jahrzehnten weltweit angewandt und deshalb auch als Klassische Massage, gemäß deutschem Heilmittelkatalog Klassische Massagetherapie (KMT), bezeichnet. Sie wird von Masseuren (in Deutschland: Masseur und medizinischer Bademeister), Physiotherapeuten und Heilpraktikern zu verschiedenen Zwecken verwendet und ist daher die bekannteste Massageform.

### Indikation
Zu den Indikationen der klassischen Massage zählen Verspannungen, Verhärtungen, Erkrankungen des Bewegungsapparates wie die Wirbelsäulen-Syndrome oder auch posttraumatische Veränderungen. Bei der erfolgreichen Linderung von chronischen Nackenschmerzen spielt die Häufigkeit der Massage eine nicht unerhebliche Rolle.
Durch die Reflexbögen können sich Erkrankungen der inneren Organe an der Haut oder den Muskeln zeigen.
Ein weiteres Einsatzgebiet der Massage ist die Fachrichtung der Neurologie. Hier lassen sich besonders Paresen, Spastiken, Neuralgien und Sensibilitätsstörungen behandeln. Hinzu kommen die auf Stress zurückzuführenden psychosomatischen Krankheitsbilder, die sich hauptsächlich auf das Herz und den Blutkreislauf beziehen.
Die Fern- und Allgemeinwirkung der klassischen Massage ist vielfältig. Im Bereich der Mikrozirkulation kommt es zu einer verbesserten Blutzirkulation im Kreislauf, besonders im Bereich der unteren Extremitäten. Die myokardale Leistung des suffizienten Herzens wird gesteigert durch Entleerung der Blutdepots. Das bedeutet eine Vermehrung des Schlag- und Minutenvolumens des kompensierten Herzens bei bradykarder Tendenz. Auch ein reflektorischer, segmentaler Effekt ist durch Einwirkung auf Dermatome und/oder Myotome über die Seitenhornschaltung und die Intermediär-Zonen zu inneren Organen möglich. Eine konsensuelle Reaktion kann z. B. bei der Frakturbehandlung oder beim Morbus Sudeck erfolgen. Dies geschieht (auch) im nichtbehandelten, aber zum Segment gehörenden Körperteil. Auch eine endokrine Wirkung durch Einwirkung auf die Hypophyse und andere endokrine Drüsen ist möglich. Massage wirkt vagoton und verbessert so Blutdruck, Puls, Atmung und Schlaf. Im psychischen Bereich stellt sich meist eine Entspannung ein.

### Kontraindikation
Bei allen akuten Entzündungen sind Massagen kontraindiziert. Dazu zählen fieberhafte Erkrankungen und Erkrankungen der Gefäße, wodurch der Körper bereits stark beansprucht ist und durch die Massage zusätzlich belastet wird. Bei Hauterkrankungen kann der Kontakt zur Verschlechterung der Krankheit, Verschleppung von Keimen oder einer Ansteckung des Therapeuten führen. Ebenso ist bei einer traumatischen Verletzung die Massage wegen des Druckes auf das entsprechende Gewebe (wie z. B. Muskulatur, Knochen) absolut kontraindiziert. Gleiches gilt für Krampfadern, weil sich durch den Druck auf die Extremitäten (Arme und Beine) Thromben lösen können.

### Handgriffe
Die klassische Massage verfügt über bereits bei Hoffa beschriebene fünf Handgriffe, die aufgrund ihrer Wirkung in den unterschiedlichen Phasen einer Massage angewendet werden.
- Effleurage (Streichung oder Streichen;[15] von französisch effleurer [eflœˈʀe] „flüchtig berühren“)

Die Streichung ist der angenehmste und entspannendste Handgriff der Massage. Sie wird vor allem am Anfang zum Verteilen des Öls (oder der Creme) eingesetzt und um die Haut des Patienten an die Hand des Therapeuten zu gewöhnen. Während der Behandlung dient sie als Erholungspause zwischen den stärkeren Griffen. Zum Abschluss der Massage wird die Streichung zur Entspannung der gestressten Muskulatur und Erholung für den Patienten angewendet. Der Rücken des Patienten kann nach der Massage mit Einreibealkohol unter schnellen Streichungen eingerieben werden. Das lockert die Muskulatur und verhindert die Entzündung der Haarwurzel.
- Pétrissage (Knetung oder Kneten, Walkung oder Walken;[16] von französisch pétrir [peˈtʀiːʀ] „(durch)kneten“)

Haut und Muskulatur werden entweder zwischen Daumen, Zeige- und Mittelfinger oder mit der ganzen Hand/beiden Händen gefasst und geknetet bzw. gewalkt. Bei der Knetung wird die Wirkung auf die Muskulatur von den Händen des Therapeuten erzeugt, bei der Walkung geschieht dies durch den Druck des Muskels auf die darunter liegenden Knochen. Beide Griffe werden vor allem verwendet, um Verspannungen zu lösen. Sie wirken auf die Muskulatur und das Unterhautbindegewebe, und verbessern die Durchblutung.
- Friktion (Reibung oder Reiben;[17] von französisch friction [fʀikˈsjɔ̃] „Reibung“)

Die Fingerspitzen oder die Handballen führen kleine, kreisende Bewegungen auf dem Muskel aus. Dieser Griff ist sehr effektiv bei Verspannung und Verhärtungen der Muskulatur, muss aber sehr vorsichtig eingesetzt werden, da er sehr kraftvoll ist und starke Schmerzen und evtl. Verletzungen verursachen kann.
- Tapotement (Klopfung oder Klopfen;[18] von französisch tapoter [tapɔˈte] „gegen etw. klopfen; tätscheln“)

Mit der Handkante, der flachen Hand oder den Fingern werden kurze, schlagende Bewegungen ausgeführt. Diese fördern die periphere Durchblutung und verändern den Tonus der Muskulatur. Wird die Klopfung mit der Hohlhand auf Höhe der Lunge ausgeführt, so verbessert dies die Schleimlösung in der Lunge. Letzteres ist auch als Klopfmassage bekannt.
- Vibration (Erschütterung;[19] von französisch vibration [vibʀaˈsjɔ̃] „Schwingung; Zittern“)

Vibrationen werden vom Therapeuten durch so genanntes Muskelzittern erzeugt. Die Fingerspitzen oder die flache Hand werden aufgelegt und der Masseur erzeugt das Muskelzittern. Die Wirkung kann bis in tiefer gelegene Gewebe und Organe reichen. Dieser Handgriff ist lockernd und hat somit unter anderem eine krampflösende Wirkung.

### Ganz-/Teilkörpermassage
Man unterscheidet die Massage in Ganz- und Teilkörperbehandlung. Von einer Ganzkörpermassage spricht man, wenn mehr oder weniger alle Körperregionen massiert werden. Dies schließt gewöhnlich Füße, Beine, Arme, Hände, Rücken, Schultern und Nacken ein. Die Massage kann auf die Brust, den Bauch, den Hals und das Gesicht ausgeweitet werden. Die Ganzkörpermassage wird nur selten als medizinische Therapie verschrieben.
Bei der Teilkörpermassage wird nur ein Körperteil massiert. Beide Beine bzw. beide Arme zählen hier als ein Körperteil. Daraus ergeben sich folgende Teilmassagebereiche: Beine, Rücken (im Liegen und mit freiem Oberkörper), Arme, Brust, Bauch, Kopf, Gesicht. Jeder Masseur hat seine eigene Art der Massage und wird eine Teilkörpermassage auf die angrenzenden Gebiete ausweiten.

## Elektromechanische Massagegeräte

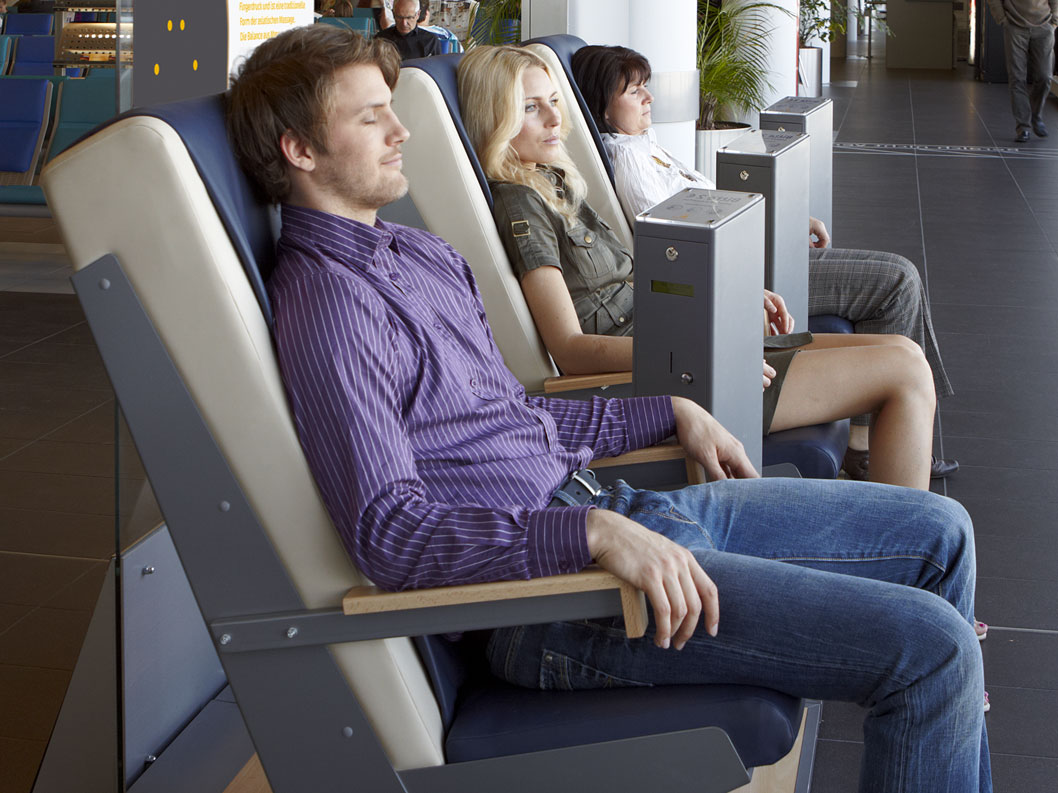
Massagesessel

Elektromechanische Massagegeräte dienen der Durchführung von Massagen ohne Masseur.
Abhängig von den zu massierenden Körperstellen gibt es unterschiedliche Massagegeräte. Für die Massage im Liegen gibt es auf dem Markt Massagebetten bzw. -liegen. Für die Massage von Oberschenkel, Rücken oder Nacken in sitzender oder halb liegender Position werden Massagesessel, -sitzauflagen und -kissen angeboten. Für Füße und Waden sind Fußmassagegeräte erhältlich.
Die Massage erfolgt über Vibratoren, rotierende Rollen, Walzen, Wasserdüsen oder Luftkissen und wirkt so auf Muskeln und Gewebe. Dieses ermöglicht je nach Ausführung Druck-, Knet- und Klopfmassagen und kann durchblutungsfördernd und spannungslösend, somit schmerzlindernd wirken. Auf diese Weise kann z. B. die Shiatsu-Massage nachempfunden werden. Die Geräte lassen sich bei entsprechender Ausstattung hinsichtlich Geschwindigkeit bzw. Frequenz, Rollenabstände und Intensität einstellen. Die Einstellung erfolgt per Fernbedienung oder direkt am Gerät. Bei Sesseln ist die Sitzposition meist verstellbar.
Die Massagegeräte werden hauptsächlich für den Privatgebrauch genutzt. Elektrische Massagesessel werden zudem für Massageinstitute und in öffentlichen Einrichtungen wie Kaufhäusern verwendet. Hier erfolgt die Bezahlung in der Regel per Münzeinwurf für eine vorgegebene Massagezeit. Dabei kann der Massagegast vollständig bekleidet bleiben.
Anbieter entsprechender Geräte werben mit Begriffen wie Wohlfühl-, Entspannungs- oder auch Shiatsu-Massage.

### Historische Literatur
- Heinrich Averbeck: Die Medicinische Gymnastik. Enke, Stuttgart 1882.
- Albert Hoffa: Technik der Massage. Enke Verlag, Stuttgart 1893; 2. Auflage 1897, 3. Auflage 1900, 4. Auflage 1903, 5., verbesserte Auflage ebenda 1907.
- A. Müller: Lehrbuch der Massage. 2., umgearbeitete und stark vermehrte Auflage. 2 Bände. Walter de Gruyter & Co., Berlin 1926 (Band 1: Die funktionellen Erkrankungen des Bewegungsapparates und die Theorie der Massage Band 2: Die Technik der Massage des Bewegungsapparates, der männlichen und weiblichen Beckenhöhle).
- Franz Kirchberg: Handbuch der Massage und Heilgymnastik. Georg Thieme, Leipzig, 1926
- Bernd Muschinsky: Massagelehre in Theorie und Praxis. Gustav Fischer, Stuttgart, 1984, ISBN 3-437-00415-8.

### Geschichte der Massage
- Markwart Michler: Aus der Geschichte der Bewegungstherapie. Würzburger medizinhistorische Mitteilungen 24, 2005, S. 195–221, insbesondere S. 196 f., 200, 203 und 209 f.